# Fustanyà
Fustanyà és un petit poble dins el terme municipal de Queralbs (Ripollès). Té cinc cases, una gran masia i el 2009 tenia 13 habitants. Hi destaca Sant Sadurní de Fustanyà. És la població més antiga de la Vall de Ribes, els seus habitants van fundar Queralbs i Serrat.